# Касенов, Гайдар Кабдуллаевич
Гайдар Кабдуллаевич Касенов (каз. Гайдар Қабдоллаұлы Қасенов, 20 июня 1976, Мариновка, Атбасарский район, Акмолинская область, Казахская ССР, СССР) — казахстанский государственный и политический деятель, аким ряда районов и городов. С 2024 года — аким города Степногорска.

## Образование
- Казахский агротехнический университет имени Сакена Сейфуллина (1998), специальность «инженер-механик»[1];
- Евразийский Национальный университет им. Л. Гумилева (2002), специальность «экономист-менеджер»[1];
- Международная Академия Бизнеса г. Алматы, Open University (UK) (Открытый Университет Великобритании) Professional Diploma in Management (2012), специальность «Магистр делового администрирования»[1];
- Челябинский государственный агроинженерный университет, аспирантура (2004)[1].

## Научные звания, степени, деятельность
- Кандидат экономических наук.

Диссертация: «Управление устойчивым развитием социально-экономической инфраструктуры сельских населенных пунктов: На материалах Акмолинской области».

## Трудовая деятельность
- 1998—1999 — главный специалист отдела экономики и рыночных отношений аппарата акима района «Алматы»[1];
- 1999—2001 — специалист ОАО «Астана-финанс», менеджер проекта «Астана — Сити»[1];
- 2001—2002 — начальник отдела сбыта ОАО «АстанаГазСервис»[1];
- 2002—2004 — директор ТОО «Центральное газоснабжение» г. Астана[1];
- 2006—2007 — заместитель акима района «Алматы» г. Астаны[1];
- 2007—2008 — аким района «Алматы» г. Астаны[1];
- 2008—2015 — вице-президент по корпоративному развитию АО «Қазтеміртранс», член правления АО «Национальная компания «Казахстан темир жолы»[1];
- 2015—10.2019 — первый заместитель председателя Алматинского районного филиала партии «Нұр Отан» города Астаны, руководитель депутатской фракции партии «Нұр Отан» в маслихате Астаны[1];
- 2016—2019 — депутат маслихата города Астаны VI созыва, председатель постоянной комиссии маслихата города Астаны по вопросам законности, правопорядка и работе с общественностью[1];
- 10.2019—08.2021 — аким Шортандинского района Акмолинской области[1];
- 08.2021—11.2024 — аким города Косшы Акмолинской области[1][3];
- с 13.11.2024 — аким города Степногорска Акмолинской области[1][4].

## Прочие должности
- Председатель совета директоров АО «Центр транспортных услуг» г. Астана (2008—2015)[1];
- Председатель наблюдательного совета ТОО «Казтеміржолмет» (2008—2012)[1];
- Член совета директоров совместного предприятия АО «Астык-Транс» (2014—2015)[1].

## Награды
- Орден «Курмет». Государственная награда «Ерен еңбегі үшін»;
- Медали: «10 жыл Астана», «Қазақстан Республикасының Тәуелсіздігіне 25 жыл», «Астана 20 жыл».

Является членом партии «Аманат».
Кандидат в мастера спорта СССР по дзюдо.
Владеет казахским, русским, английским и немецким языками.